# Johan Philip Degen
Johan Philip Casper Degen (geboren 1738 in Wolfenbüttel; gestorben 22. Januar 1789 in Kopenhagen) war ein deutscher Musiker, Porzellan- und Miniaturenmaler, der mit seiner Familie nach Kopenhagen in Dänemark übersiedelte, um als Kammermusiker in der dortigen Königlichen Kapelle als „erster Violoncellist“ zu spielen.

## Leben
Degen war der Sohn des Geigers Gerhard Degen, der in der Musikkapelle des Herzogs Karl I. von Braunschweig tätig war. Seine erste Anstellung erhielt er im Nicolinischen Theater-Orchester zu Braunschweig. Im Alter von 19 Jahren wurde er seinem Vater beigeordnet und übernahm später dessen Stellung. Er war zudem als Maler in der Herzoglich Braunschweigischen Porzellanmanufaktur Fürstenberg angestellt. Als der Betrieb eingestellt wurde, unternahm er eine Reise durch Deutschland, Schweden und Dänemark, so dass er schließlich nach Kopenhagen kam, um dort in der Königlichen Kapelle zu spielen. Er komponierte mehrere Kantaten unter anderem für die Freimaurer, so beispielsweise 1779 die Kantate für die Hohe Johannes-Feyer nach einem Text von Werner Hans Friedrich Abrahamson. Als ehemaliger Porzellanmaler fertigte er zudem Miniaturen für die dänische Königinwitwe Juliane Marie an. Degen starb 1789 nur wenige Monate nachdem seine Frau Henriette Regine (geborene Schultz) am 1. September 1788 verstorben war. Das Paar hatte acht Kinder, darunter den Mathematiker Carl Ferdinand Degen.